# 伊戈爾·雷伊茲林
伊戈爾·雷伊茲林（烏克蘭語：Ігор Рейзлін，1984年2月7日—），烏克蘭劍擊運動員，他代表烏克蘭隊參加了日本舉行的2020年夏季奧林匹克運動會，並且在男子個人重劍比賽上獲得銅牌。